# Carlo Antonio di Castellamonte

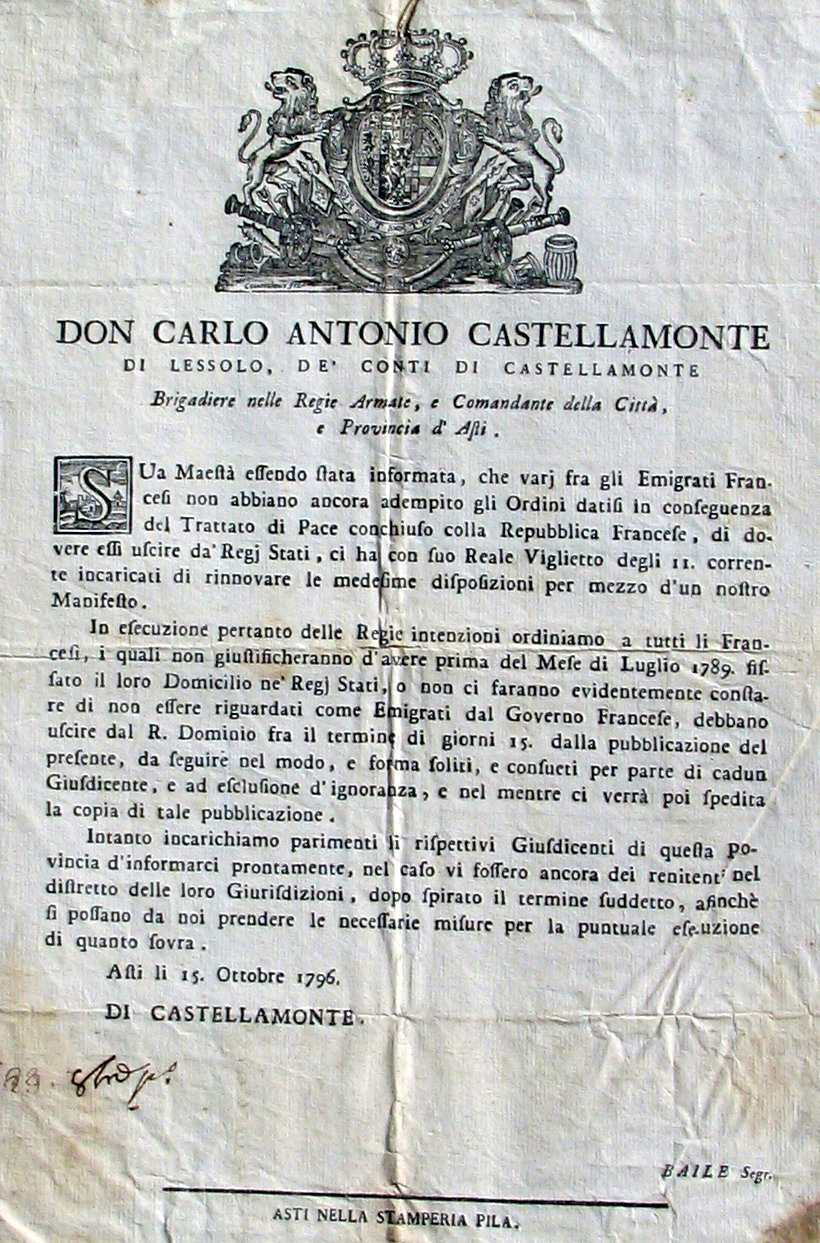
Editto di Carlo Castellamonte del 1796, Comandante di Asti che, in seguito agli accordi di Parigi ordina a tutti i cittadini francesi che alloggiavano in città di lasciare i dominii sabaudi

Carlo Antonio di Castellamonte (fl. XVIII secolo) è stato un militare italiano, governatore della città di Asti nel 1793.

## Biografia
Di origine nobile, la famiglia proveniva dal canavese  ed era imparentata con i  conti di San Martino e  di  Valperga.
Carlo Antonio  il 26 agosto 1783, divenne  maggiore comandante dei Dragoni leggeri di Sardegna, poi  tenente colonnello di cavalleria (22 agosto 1788), colonnello dei Dragoni Chablais e  comandante d'Ivrea (15 maggio 1793).
In seguito comandante di Asti tra il 1793 e il 1796 e brigadiere  il 24 gennaio 1796.
Si ritirò dalla vita militare l'8 maggio 1797.